# ブラスケット諸島
ブラスケット諸島は、アイルランド西海岸沖の無人島諸島。人口減少のために1954年に放棄された。1980年代にチャールズ・ホーヒーが諸島の一つであるイニッシュビッキレーンを購入した。

## 人口の推移
諸島には1953年までアイルランドの人々が住んでおり、ピーク時には175人の住民がいた。人口は1953年までに22人に減少し、1953年11月17日の異常気象により島が救急医療から遮断されたため、政府は残りの住民を本土に避難させた。この避難は島民と政府の双方から必要と見なされた。多くの元住民は、以前の家の見えるディングル半島に移住した。

## 地理
ブラスケット諸島は以下の6つの主要な島で構成される。
- グレートブラスケット島 (An Bhlascaod Mór)
- ベジニッシュ (Beiginis)
- イニッシュナブロ (Inis na Bró)
- イニッシュビッキレーン (Inis Mhic Uileáin)
- イニッシュトゥースカート  (Inis Tuaisceart)
- ティーラト島  (An Tiaracht)

## 交通
グレートブラスケット島のみ、ダンキンから出航するフェリーサービスがある。